# Меридијан (географија)
Меридијан или подневник је половина замишљене кружнице на Земљиној површини, која се завршава на Северном и Јужном полу и повезује тачке исте географске дужине. Позиција тачака дуж меридијана се даје у њеној географској ширини. Сваки меридијан је нормалан на упореднике и сваки меридијан је исте дужине, и износи око 20.003,93 km.
Меридијан је локус који повезује тачке једнаке географске дужине, што је угао (у степенима или другим јединицама) источно или западно од датог почетног меридијана (тренутно, IERS референтни меридијан). Положај тачке дуж меридијана је дат том географском дужином и њеном географском ширином, мерено у угаоним степенима северно или јужно од екватора. Сваки меридијан је окомит на све кругове географске ширине. Меридијани су половина великог круга на површини Земље. Дужина меридијана на савременом елипсоидном моделу Земље (WGS 84) процењена је на 20.003,93  (12.429,9 миља).

## Етимологија
Термин меридијан потиче од латинског meridies, што значи „подне“; подсоларна тачка пролази кроз дати меридијан у соларно подне, на пола пута између времена изласка и заласка сунца на том меридијану. Исто тако, Сунце истовремено прелази небески меридијан. Иста латинска основа даје појмове a.m. (ante meridiem) и p.m. (post meridiem) који се користи да разјасне сати у дану када се користи 12-часовни сат.

## Међународна конференција Меридијана
Због растуће међународне економије, постојала је потражња за одређеним међународним почетним меридијаном како би се олакшало путовање широм света, што би, заузврат, побољшало међународну трговину међу земљама. Као резултат тога, одржана је конференција 1884. у Вашингтону. Двадесет и шест земаља је било присутно на Међународној конференцији о меридијанима да гласају о међународном првом меридијану. Коначно, исход је био следећи: постојао би само један меридијан, меридијан је требало да пређе кроз Гринич (што је био 0°), постојала би два смера географске дужине до 180° (исток је плус, а запад минус), постоји универзални дан, и дан почиње у средњој поноћи почетног меридијана.
За то су постојала два главна разлога. Први је био да су САД већ изабрале Гринич као основу за сопствени национални систем временских зона. Други је био да је крајем 19. века 72% светске трговине зависило од морских карата које су користиле Гринич као главни меридијан. Препорука је заснована на аргументу да би именовање Гринича као географске дужине 0º пружило предности за највећи број људи.

## Географија
Пред крај 12. века постојале су две главне локације које су биле признате као географска локација меридијана, Француска и Британија. Ове две локације су се често сукобљавале и решење је постигнуто тек након што је одржана Међународна конференција о меридијанима, на којој је Гринич препознат као локација од 0°.
Меридијан кроз Гринич (унутар Гринич Парка) у Енглеској, назван Главни меридијан, постављен је на нула степени географске дужине, док су остали меридијани дефинисани углом у центру Земље између места где они и почетни меридијан прелазе екватор. Пошто круг има 360 степени, меридијан на супротној страни Земље од Гринича, антимеридијан, чини другу половину круга са оним кроз Гринич, и налази се на 180° географске дужине близу међународне датумске линије (уз одступања копнене масе и острва из граничних разлога). Меридијани западно од Гринича (0°) до антимеридијана (180°) дефинишу западну хемисферу, а меридијани од источно од Гринича (0°) до антимеридијана (180°) дефинишу источну хемисферу. Већина мапа приказује линије географске дужине.
Положај почетног меридијана се мењао неколико пута током историје, углавном због транзитне опсерваторије која је изграђена поред претходне (да би се одржала услуга транспорта). Такве промене нису имале значајног практичног ефекта. Историјски гледано, просечна грешка у одређивању географске дужине била је много већа од промене положаја. Усвајање Светског геодетског система 84" (WGS84) као система позиционирања померило је геодетски почетни меридијан 102,478 метара источно од његовог последњег астрономског положаја (мерено у Гриничу). Положај тренутног геодетског почетног меридијана уопште није идентификован никаквим знаком или ознаком у Гриничу (као што је био старији астрономски положај), али се може лоцирати помоћу GPS пријемника.

## Ефекат почетног меридијана (време по Гриничу)
Било је у најбољем интересу нација да пристану на један стандардни меридијан јер то користи њиховој брзо растућој економији и производњи. Неорганизован систем који су имали раније није био довољан за њихову све већу мобилност. Аутобуске службе у Енглеској су имале неправилан тајминг пре GWT-а. САД и Канада су такође побољшавале свој железнички систем и требало им је и стандардно време. Са стандардним меридијаном, аутобуси и возови су могли да буду ефикаснији.

## Магнетски меридијан
Магнетни меридијан је еквивалентна замишљена линија која повезује магнетни јужни и северни пол и може се узети као хоризонтална компонента линија магнетних сила дуж површине земље. Стога, игла компаса је паралелна са магнетним меридијаном. Међутим, игла компаса није стабилна на магнетном меридијану, јер је геодетска дужина од истока према западу потпуно геодезијска. Угао између магнетног и правог меридијана је магнетна деклинација, која је релевантна за навигацију помоћу компаса. Навигатори су могли да користе азимут (хоризонтални угао или правац смера компаса) излазећег и залазећег Сунца да измере магнетну варијацију (разлика између магнетног и правог севера).

## Прави меридијан
Прави меридијан је тетива која иде од једног до другог пола, пролазећи кроз посматрача, а супротстављена је магнетном меридијану који пролази кроз магнетне полове и посматрача. Прави меридијан се може пронаћи пажљивим астрономским посматрањима, а магнетни меридијан је једноставно паралелан са иглом компаса. Аритметичка разлика између правог и магнетног меридијана назива се магнетна деклинација, што је важно за калибрацију компаса.
Хенри Дејвид Торо је класификовао овај прави меридијан у односу на магнетни меридијан да би имао квалитетнију, интуитивнију и апстрактнију функцију. Користио је прави меридијан пошто му је компас варирао за неколико степени. Било је неких варијација. Када је приметио линију видљивости за Прави меридијан од куће своје породице до депоа, могао је да провери деклинацију свог компаса пре и после мерења током целог дана. Он је бележио ове варијације.

## Меридијански пролаз
Меридијански пролаз је тренутак када небески објекат прође меридијан географске дужине посматрача. У овом тренутку, небески објекат је на највишој тачки. Када сунце пређе два пута више од надморске висине док излази и залази, може се израчунати просек да би се добило време проласка меридијана. Навигатори су користили сунчеву деклинацију и висину Сунца на пролазу локалног меридијана, да би израчунали своју географску ширину помоћу формуле.
Географска ширина = (90° – подневна висина + деклинација)
Деклинације великих звезда су њихови углови северно и јужно од небеског екватора. Важно је напоменути да се пролазак меридијана неће десити тачно у 12 сати због нагиба земље. Меридијански пролаз се може десити унутар неколико минута варијације.

## Стандардни меридијан
Стандардни меридијан је меридијан који се користи за одређивање стандардног времена. На пример, 30. меридијан источно (UTC+02:00) је стандардни меридијан за источноевропско време. Од усвајања временских зона – за разлику од локалног средњег времена или соларног времена – крајем 19. века и почетком 20. века, већина земаља је усвојила стандардно време једног од 24 меридијана најближа њиховом географском положају, како је одлучено од стране Међународна конференција о меридијанима 1884. године. Иако је неколико временских зона померено за додатних 30 или 45 минута, као на пример на острвима Чатам, Јужној Аустралији и Непалу.